# Bouaré Fily Sissoko
Pour les articles homonymes, voir Sissoko.
Bouaré Fily Sissoko, née le 22 août 1955 à Dakar, est une femme politique malienne. Elle a notamment été ministre des Domaines de l'État et des Affaires foncières de 2000 à 2002, ministre de la Communication de 2001 à 2002 et ministre de l'Économie et des Finances de 2013 à 2015.

## Biographie
Bouaré Fily Sissoko obtient une licence en économie à l'École nationale d'administration de Bamako en 1979, un DEA en droit du développement à l'université de Nice en 1983, un Certificat en techniques douanières à German Institute for Berlin Development en 1990.
Elle est ministre des Domaines de l'État et des Affaires foncières du 21 février 2000 au 14 juin 2002, ministre de la Communication du 23 juin 2001 au 14 juin 2002 et ministre de l'Économie et des Finances du 8 septembre 2013 au 10 janvier 2015.
En mai 2017, elle est nommée commissaire à la Commission de l'Union économique et monétaire ouest-africaine.
En août 2021, elle est placée sous mandat de dépôt dans le cadre d'une enquête de la justice malienne sur deux dossiers sulfureux celui de l'achat de l'avion présidentiel et celui des contrats d'équipements militaires surfacturés. En août 2022, Bouaré Fily Sissoko adresse une lettre ouverte au président de la Transition Assimi Goïta pour demander à être jugé rapidement. 
En novembre 2024, dans le cadre du Procès de l’avion présidentiel au Mali, Bouaré Fily Sissoko tente d'obtenir sa libération en cour de cassation.
Le 24 mars 2025, son avocat dépose une demande de libération provisoire, suite à la dégradation de  l'état de santé de Bouaré Fily Sissoko, en prison. Le 4 avril 2025, la Cour suprême refuse sa demande de libération sous contrôle judiciaire.
Le 8 avril 2025, Bouaré Fily Sissoko est hospitalisée, après une crise cardiaque en prison.